# Eurocloud France
 (octobre 2019).
Eurocloud France est une association d'entreprises informatiques qui commercialisent des services de cloud computing. Elle est la branche française de la fédération européenne Eurocloud. Elle a pour objectif de défendre les entreprises de ce secteur en favorisant les partenariats entre ses adhérents et en menant des activités de lobbying auprès des pouvoirs publics nationaux et européens.

## Activités
L'Association pour la promotion des solutions applicatives en ligne (ASP Forum) est créée en 2000 en France, à l'initiative de Pierre-José Billotte qui en sera le premier président, par 21 entreprises qui commercialisent des services d'applications informatiques en ligne. Elle a pour objectif de défendre les intérêts de ses membres des fournisseurs de services d'applications en développant le marché des services en ligne et en menant des actions de lobbying auprès des pouvoirs publics européens et nationaux[réf. nécessaire].
L'ASP Forum publie en 2001 un livre blanc pour présenter le marché des applications en ligne et les demandes des entreprises de ce secteur[réf. nécessaire]. Elle crée un catalogue des offres de services en ligne pour favoriser les ventes de ces produits, et des modèles de contrats pour les fournisseurs de services d'applications afin d'améliorer leurs performances juridiques[réf. nécessaire]. Le président fondateur de l'association est Pierre-José Billotte, également président de la fédération européenne EuroCloud.
Depuis 2006, l'association organise chaque année des « États généraux ». Il s'agit d'une conférence qui rassemble les producteurs et les clients des applications et services en ligne, pour évaluer les résultats des entreprises membres de l'association, présenter leurs projets pour l'année à venir et favoriser les partenariats entre les membres.
À partir de 2007, les « États généraux » sont l'occasion pour l'ASP Forum de décerner des trophées à des entreprises membres de l'association, pour récompenser « une offre récente et originale reposant sur l'hébergement d'applications ».
Au cours des années 2000, le terme de « cloud computing » se développe pour désigner les services d'applications et d'infrastructures informatiques en ligne. L'ASP Forum décide alors de changer de nom et devient en 2010 EuroCloud France (N° siret : 750 200 727 00014).[réf. nécessaire]
Les entreprises membres d'Eurocloud France disposent de filiales dans l'ensemble de l'Europe ; celles-ci ont aussi créé des associations nationales. La fédération Eurocloud est créée en 2010 à nouveau par Pierre-José Billotte qui en imagine la marque, la stratégie, l'organisation et en devient le premier président, rassemble 25 de ces associations, qui représentent environ 1600 entreprises productrices de services de cloud computing.[réf. nécessaire]
En 2011, Eurocloud publie un livre blanc sur le rôle de la distribution dans le cloud computing. Il a pour but de produire une synthèse des enjeux stratégiques que représente le cloud computing pour les entreprises d'informatiques, et de présenter les intérêts des entreprises du secteur. Eurocloud France publie lors des « États généraux » de l'association dix-sept propositions à l'intention du gouvernement français. Ces mesures doivent favoriser les entreprises membres de l'association afin de faire d'eux « des joueurs présents sur la scène mondiale, des champions », en les soutenant financièrement et en suscitant la demande pour ces produits, notamment leur réservant un quota dans l'administration publique. Eurocloud demande la création d'un fonds de soutien de 500 millions d'euros pour les entreprises du cloud computing.
En 2012, Eurocloud France organise des actions de lobbying auprès des candidats à l'élection présidentielle française de 2012. Elle dispose d'un stand au salon des entreprises informatiques IT Partners[réf. nécessaire], et crée un blog intitulé « Je vote pour le Cloud », qui doit inciter les candidats à soutenir financièrement les entreprises membres de l'association/ L'association lance également un « programme d'évangélisation des revendeurs IT » par lequel elle veut amener les vendeurs d'informatique à favoriser les produits de cloud computing. Cette année, EuroCloud France publie son deuxième livre blanc "L'évolution maîtrisée par le IaaS/PaaS", Celui-ci s'adresse aux directeurs informatiques ayant le projet d'équiper leur entreprise d'une infrastructure de Cloud Computing ainsi qu'aux fournisseurs de ces solutions.
En 2013, EuroCloud publie son troisième livre blanc "Financement des acteurs du SaaS". Ce document analyse l'ensemble des dispositifs de financements publics et privés à la disposition de ces acteurs. En 2014, EuroCloud publie son quatrième livre blanc "Quand le nuage offre un nouvel horizon aux sociétés de conseil" dans lequel est analysé les changements de modèles économiques auxquels sont confrontés les cabinets conseil avec l'arrivée sur le marché du Cloud Computing.
En octobre 2017 EuroCloud France remet son rapport « Faire de la France la première nation Cloud » au secrétaire d'État chargé du numérique Mounir Mahjoubi par sa Commission Affaires Publiques. Le rapport a inspiré le gouvernement français qui annonce sa première stratégie d'achat public de Cloud en juillet 2018 lors de la Cloud Week Paris organisée par l'association. L'annonce est faite par les voix de Mounir Mahjoubi et du Directeur Informatique de l'état (DINUM) Henri Verdier.